# Mesnil-Robert
Mesnil-Robert – miejscowość i gmina we Francji, w regionie Normandia, w departamencie Calvados.
Według danych na rok 1990 gminę zamieszkiwało 146 osób, a gęstość zaludnienia wynosiła 36 osób/km² (wśród 1815 gmin Dolnej Normandii Mesnil-Robert plasuje się na 740. miejscu pod względem liczby ludności, natomiast pod względem powierzchni na miejscu 962.).